# Parafia Różańca Świętego w Hadley
Parafia Różańca Świętego (ang. Holy Rosary Parish) – parafia rzymskokatolicka  położona w Hadley, Massachusetts, Stany Zjednoczone. 
Była ona jedną z wielu etnicznych, polonijnych parafii rzymskokatolickich w Nowej Anglii. 
Nazwa parafii jest związana z kultem Różańca Świętego.
Ustanowiona w 1916 roku. W 1998 roku połączono parafię Różańca Świętego i parafię św. Jana. W ich miejsce powstała parafia Najświętszego Odkupiciela.